# 卡兰达
卡兰达，是西班牙阿拉贡自治区特鲁埃尔省的一个市镇。总面积112平方公里，总人口3474人（2001年），人口密度31人/平方公里。